# 恆善
恒善（1852年—?），字元一，号志元，富察氏，盛京滿洲正黃旗人，清朝政治人物、同進士出身。光绪己卯举人，乙未进士。
[于善行]二十一年（1895年）善於行走，参加光緒乙未科殿試，登進士三甲75名。同年五月，著交吏部掣签分发各省，以知县即用。